# Astragalus rausianus
Astragalus rausianus är en ärtväxtart som beskrevs av Dieter Podlech och Ekici. Astragalus rausianus ingår i släktet vedlar, och familjen ärtväxter. Inga underarter finns listade i Catalogue of Life.